# Heliophanus difficilis
Heliophanus difficilis là một loài nhện trong họ Salticidae.
Loài này thuộc chi Heliophanus. Heliophanus difficilis được Wanda Wesołowska miêu tả năm 1986.